# Debra Granik

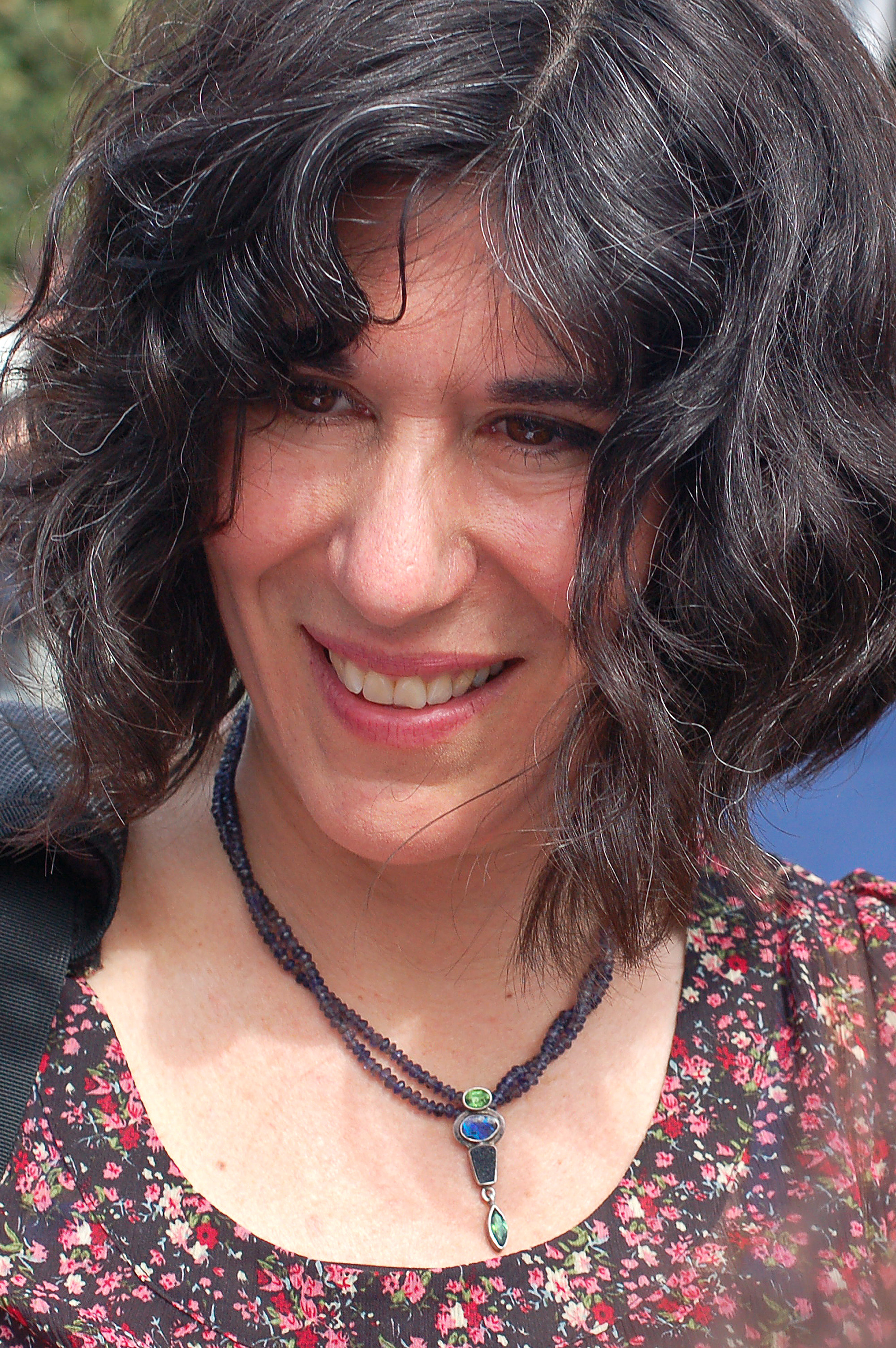
Debra Granik (2010)

Debra S. Granik (* 6. Februar 1963 in Cambridge, Massachusetts) ist eine US-amerikanische Filmregisseurin, Drehbuchautorin und Kamerafrau.

## Leben
Debra Granik wuchs im Umland von Washington, D.C. auf. Nach ihrem Bachelorabschluss 1985 in Politikwissenschaften an der Brandeis University studierte sie Film an der Tisch School of the Arts, einer Fakultät der New York University. Während ihrer Zeit an der Brandeis prägte sich die politische Haltung Graniks darin aus, dass sie die Geschichte des Dokumentarfilms studierte und ein aktives Mitglied der feministischen Medienbewegung der frühen 1980er wurde.
Nachdem sie mit ihrem Studentenkurzfilm Snake Feed bereits größere Aufmerksamkeit und einige Auszeichnungen erhalten hatte, wurde sie für ihr Spielfilmdebüt Down to the Bone ebenfalls mit einigen Auszeichnungen und Nominierungen, darunter einer Nominierung des Gotham Award und des Independent Spirit Award, bedacht. Ihr bisher größter Erfolg war das Drama Winter’s Bone, für das sie 2011 eine Oscarnominierung für das Beste adaptierte Drehbuch erhielt.
Bei den Internationalen Filmfestspielen von Cannes im Mai 2022 war sie eines der Jurymitglieder der Sektion Un Certain Regard.

## Filmografie (Auswahl)
- 1997: Snake Feed
- 1998: 99 Threadwaxing
- 2003: Thunder in Guyana
- 2004: Down to the Bone
- 2010: Winter’s Bone
- 2014: Stray Dog
- 2018: Leave No Trace

## Auszeichnungen (Auswahl)
Oscar
- 2011: Nominierung für das Beste adaptierte Drehbuch mit Winter’s Bone

Satellite Award
- 2010: Nominierung für die Beste Regie von Winter’s Bone
- 2010: Nominierung für das Beste adaptierte Drehbuch von Winter’s Bone

Online Film Critics Society Awards
- 2010: Nominierung für das Beste adaptierte Drehbuch mit Winter’s Bone

Independent Spirit Award
- 2005: Nominierung für den John Cassavetes Award mit Down to the Bone
- 2011: Nominierung für die Beste Regie von Winter’s Bone
- 2011: Nominierung für das Beste Drehbuch von Winter’s Bone
- 2019: The Bonnie Award[3]

Sundance Film Festival
- 1998: Kurzfilmpreis für Snake Feed
- 2004: Regiepreis für Down to the Bone
- 2010: Großer Preis der Jury und Drehbuchpreis für Winter’s Bone

Gotham Award
- 2004: Nominierung als Breakthrough Director Award für Down to the Bone
- 2010: Auszeichnung für den Besten Film mit Winter’s Bone